# Colossusklasse vliegdekschepen
De Colossusklasse was een scheepsklasse van in totaal acht vliegdekschepen, ontworpen door de Britse marine tijdens de Tweede Wereldoorlog. De schepen, en variaties daarvan, zijn in acht verschillende marines gebruikt, waaronder de Nederlandse Koninklijke Marine. De schepen zijn ingezet tijdens de Tweede Wereldoorlog, de Eerste Indochinese Oorlog, de Koreaanse Oorlog, de Vietnamoorlog, de Indiaas-Pakistaanse Oorlog van 1971 en de Falklandoorlog.

## Aanloop
Het ontwerp van de Colossusklasse was bedoeld als tussenstap tussen de in de Tweede Wereldoorlog veel gebruikte escortcarriers en volwaardige vliegdekschepen. Doel was een relatief goedkoop, multifunctioneel vliegdekschip te bouwen, dat ondanks de relatief geringe grootte een belangrijke rol in een zeeslag zou kunnen hebben. De schepen werden vaak Light Fleet Carrier genoemd.
Tijdens de Tweede Wereldoorlog werden er zestien Colossusklasse vliegdekschepen besteld. Er werden echter maar acht schepen volgens het originele Colossusklasse ontwerp gebouwd, slechts vier daarvan deden dienst gedurende de Tweede Wereldoorlog. Vijf van de zestien opstapel staande schepen werden omgebouwd naar de grotere Majesticklasse en twee werden omgebouwd tot onderhoudscarrier.

### Majesticklasse
De acht overgebleven rompen zouden origineel afgebouwd moeten worden naar het Colossusklasse-ontwerp, maar de snelle ontwikkeling van vliegdekschip-gebaseerde vliegtuigen en luchtafweerwapens vereiste aanpassingen aan het oorspronkelijke ontwerp. De katapult, opvangkabels en vliegtuigliften moesten worden geüpgraded om snellere en zwaardere vliegtuigen aan te kunnen. Ook moest het vliegdek versterkt worden. Modernere wapens en radars werden geïnstalleerd en de benodigde apparatuur voor het tanken op zee werd verschaft. Hierdoor werden de schepen zo'n 1.500 ton zwaarder dan het originele ontwerp en werd de diepteligging vergroot met een halve meter. Omdat de schepen aanzienlijk veranderd waren ten opzichte van het originele ontwerp, werden de schepen opnieuw geclassificeerd. Ze maakten nu deel uit van de Majesticklasse. Het zesde schip van de klasse is uiteindelijk niet afgebouwd.

### Onderhoudcarriers
Omdat de Geallieerden weinig faciliteiten hadden in het Midden-Oosten en rond de Stille Oceaan, was er tijdens de Tweede Wereldoorlog behoefte aan onderhoud- en reparatiecarriers, die voer- en vliegtuigen konden repareren. Twee in aanbouw zijnde schepen van de Colossusklasse werden daarom omgebouwd tot onderhoudscarriers.

## Afbeeldingen

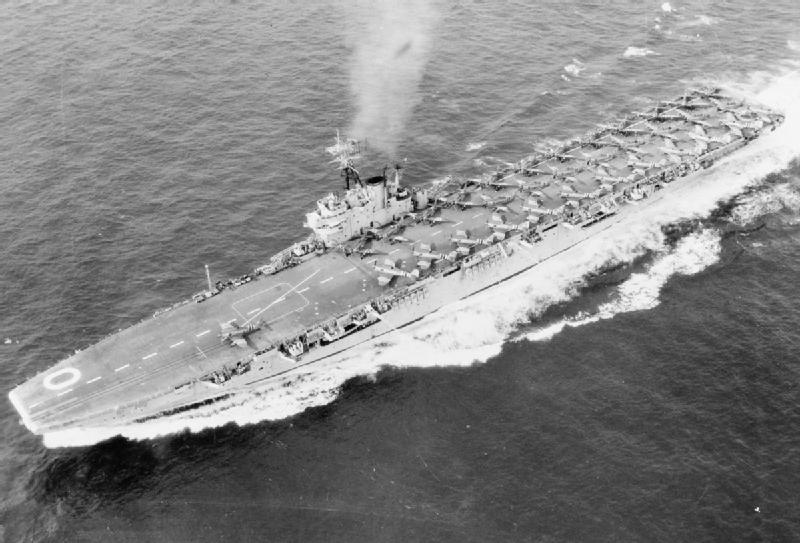
HMS Ocean nabij Korea
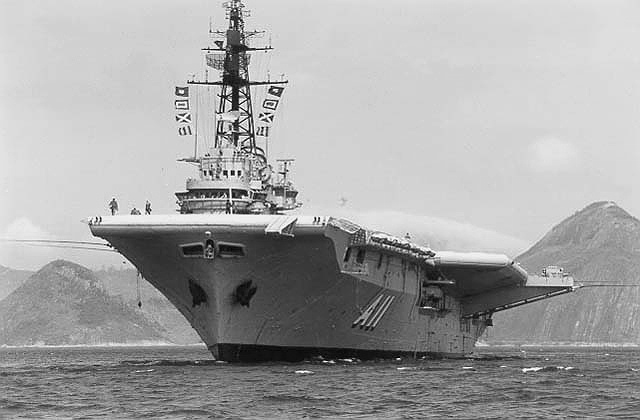
Minas Gerais
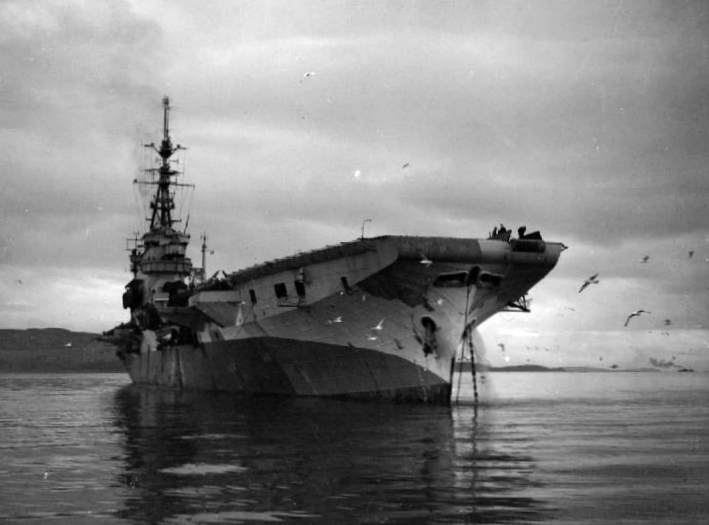
HMS Colossus
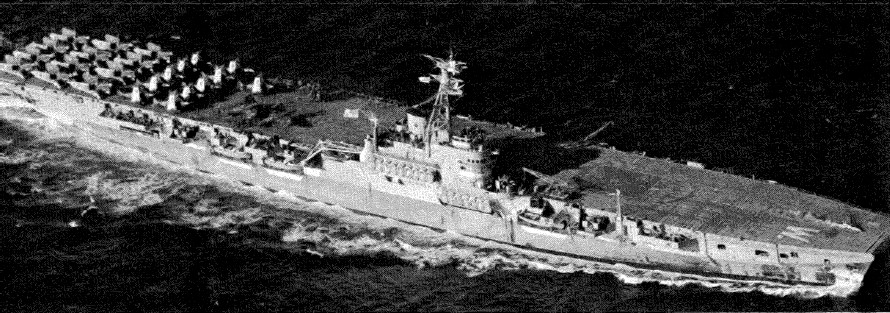
HMCS Warrior in 1947
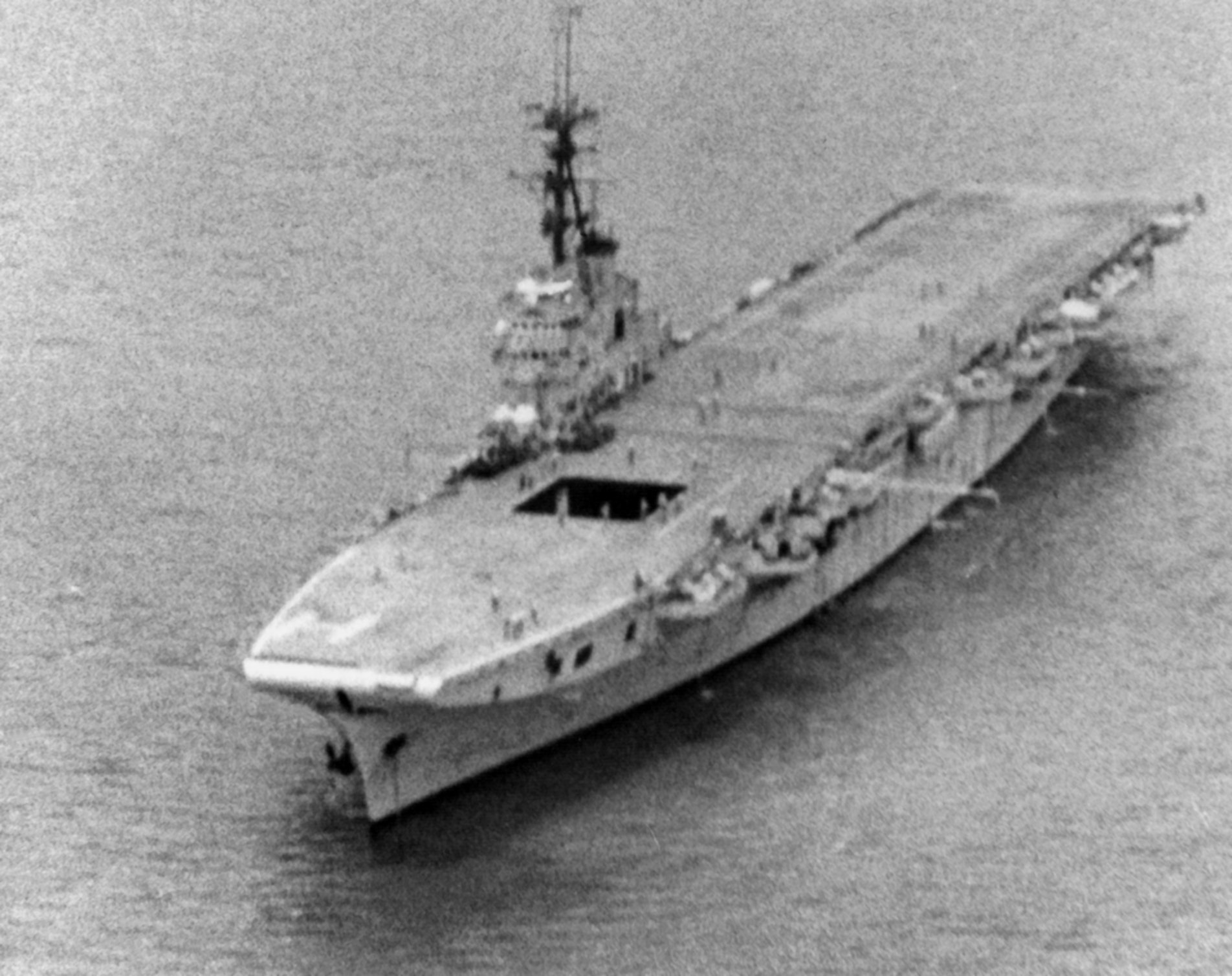
Arromanches bij Indochina in 1954

## Schepen in klasse
| Colossusklasse  |                                                |                  |                   |                  | |                             |
| Originele Naam  | Werf                                           | Kiellegging      | Tewaterlating     | In dienst        | Buitenlandse dienst/noten | lot                         |
| HMS Colossus    | Vickers-Armstrongs                             | 1 juni 1942      | 30 september 1943 | 16 december 1944 | Franse marine, Arromanches (1946–1974) | gesloopt in 1978            |
| HMS Glory       | Harland and Wolff                              | 27 augustus 1942 | 27 november 1943  | 2 april 1945     | - | gesloopt in 1961            |
| HMS Ocean       | Alexander Stephen and Sons                     | 8 november 1942  | 8 juli 1943       | 8 augustus 1945  | - | gesloopt in 1962            |
| HMS Venerable   | Cammell Laird                                  | 3 december 1942  | 30 december 1943  | 17 januari 1945  | Nederlandse marine, Hr.Ms. Karel Doorman (1948 t/m 1968) Argentijnse marine, ARA Veinticinco de Mayo (1969 t/m 1999)                            | gesloopt in 1999            |
| HMS Vengeance   | Swan Hunter                                    | 16 november 1942 | 23 februari 1944  | 15 januari 1945  | Australische marine, HMAS Vengeance (1952 t/m 1955) Braziliaanse marine, Minais Gerais (1960 t/m 2001)                                          | gesloopt in 2004            |
| HMS Pioneer     | Vickers-Armstrong                              | 2 december 1942  | 20 mei 1944       | 8 februari 1945  | afgebouwd als onderhoudscarrier | gesloopt in 1954            |
| HMS Warrior     | Harland & Wolff                                | 12 december 1942 | 20 mei 1944       | 2 april 1945     | Canadese marine, HMCS Warrior (1946 t/m 1948) Engelse marine, HMS Warrior (1948 t/m 1958) Argentijnse marine, ARA Independencia (1958 t/m 1971) | gesloopt in 1971            |
| HMS Theseus     | Fairfield Shipbuilding and Engineering Company | 6 januari 1943   | 6 juli 1944       | 9 februari 1946  | - | gesloopt in 1962            |
| HMS Triumph     | R. & W. Hawthorn Leslie & Company Limited      | 27 januari 1943  | 2 oktober 1944    | 9 mei 1946       | In 1965 omgebouwd naar onderhoudsschip | gesloopt in 1981            |
| HMS Perseus     | Vickers-Armstrong                              | 1 juni 1943      | 26 maart 1944     | 19 oktober 1945  | afgebouwd als onderhoudsschip | gesloopt in 1958            |
| Majesticklasse  |                                                |                  |                   |                  | |                             |
| HMS Majestic    | Vickers-Armstrong                              | 15 april 1943    | 28 februari 1945  | 28 oktober 1955  | Australische marine HMAS Melbourne | gesloopt in 1985            |
| HMS Terrible    | HM Dockyard Devonport                          | 19 april 1943    | 28 februari 1944  | 16 december 1948 | Australische marine, HMAS Sydney | gesloopt in 1975            |
| HMS Magnificent | Harland & Wolff                                | 29 juli 1943     | 16 november 1944  | 21 maart 1948    | Canadese marine, HMCS Magnificent | gesloopt in 1965            |
| HMS Hercules    | Vickers-Armstrong en Harland & Wolff           | 14 oktober 1943  | 22 september 1945 | 4 april 1961     | Indiase marine, Vikrant | gesloopt in 2014-2015       |
| HMS Leviathan   | Swan, Hunter & Wigham Richardson, Limited      | 18 oktober 1943  | 7 juni 1945       | -                | gesloopt voor afbouwing | definitief gesloopt in 1968 |
| HMS Powerfull   | Harland & Wolff                                | 27 november 1943 | 27 februari 1945  | 17 januari 1957  | Canadese marine, HMCS Bonaventure | gesloopt in 1971            |

## Ontwerp

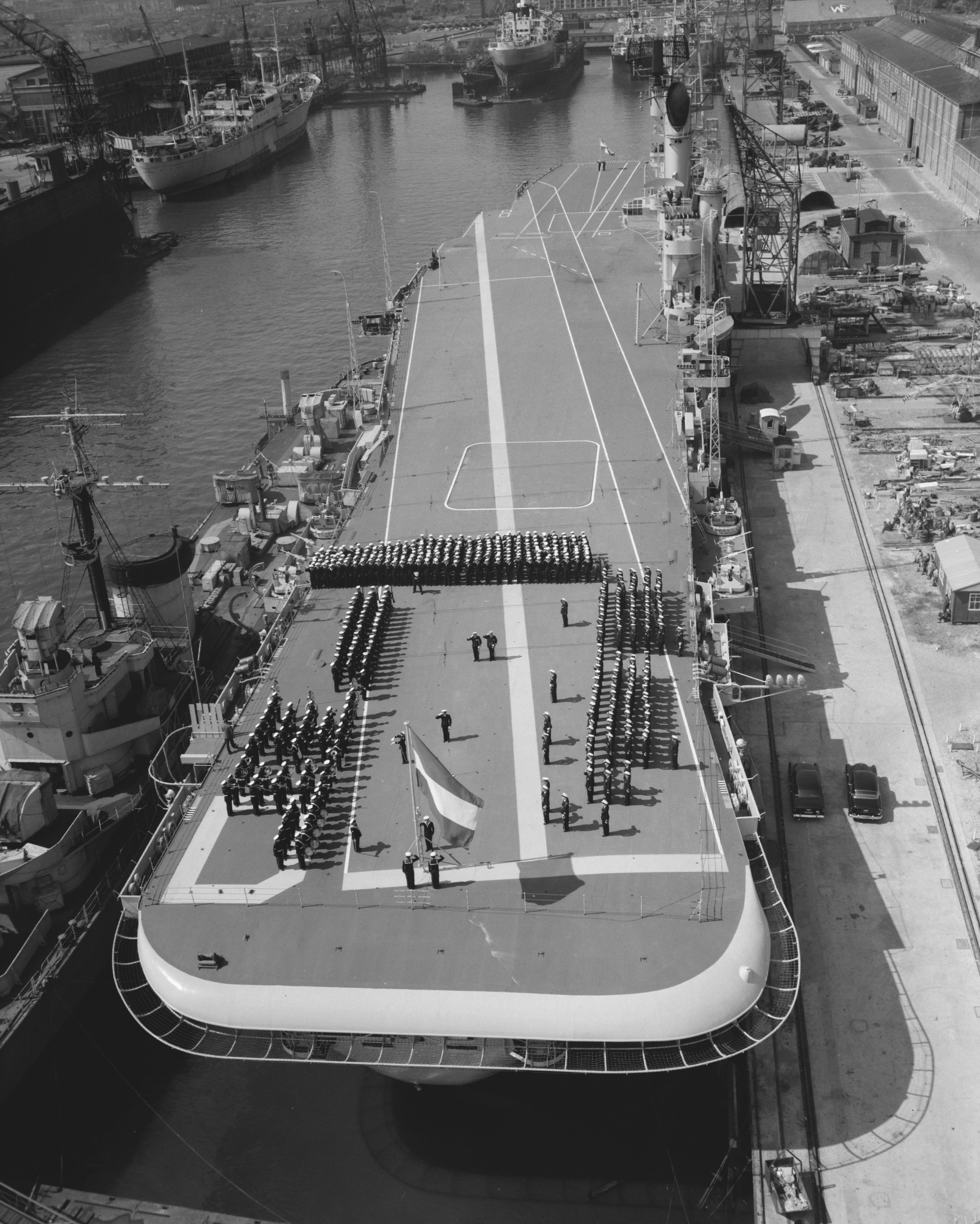
Hr.Ms. Karel Doorman met een hoekdek

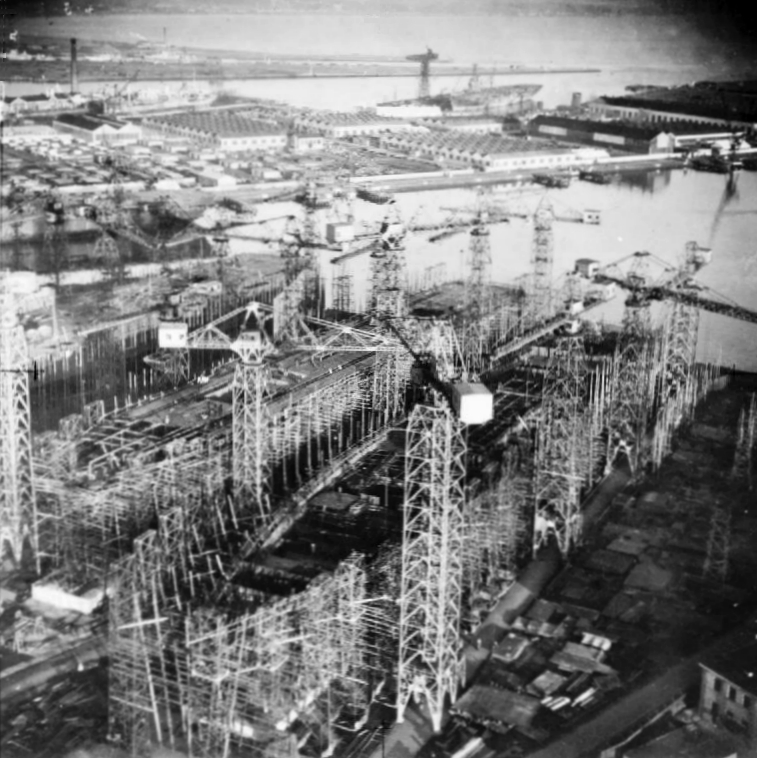
Majestic (links) en Powerfull in aanbouw

### Scheepsvorm
De totale lengte van de schepen van de Colossusklasse was 212 meter. Het vliegdek was 210 meter, de breedte was 24 meter en de diepteligging 5,65 meter. Het vliegdek had een oppervlakte van zo'n 5.000m². De schepen hadden een waterverplaatsing van 13.200 ton bij een normale belading, maar bij een zware belading werd dit 18.000 ton en de diepteligging 7.09 meter. De schepen hadden een enkel eiland, dat zich aan de stuurboordzijde van het schip bevond.
De schepen van de Majesticklasse hadden dezelfde afmetingen als de Colossusklasse, maar hadden een waterverplaatsing van 15.750 ton en een diepteligging van 5,94 meter bij een normale belading en een waterverplaatsing van 19.500 ton en een diepteligging van 7,54 meter bij een zware belading.
Een paar schepen zijn na de dienst bij de Engelse marine aanzienlijk veranderd. Zo ook de Nederlandse Hr.Ms. Karel Doorman, waar de meest opvallende wijziging het veranderen van het dek was. In 1953 werd er een hoekdek op het schip gemaakt, waardoor het meer ruimte had om vliegtuigen op te slaan, de efficiëntie werd verbeterd en het schip veiliger was, omdat bij eventuele ongelukken op de landingsbaan vliegtuigen minder snel met elkaar in aanraking kwamen.

### Aandrijving
De aandrijving was verdeeld over twee machinekamers. In beide machinekamers stond een stoomturbine en twee 3-drum ketels. Deze machines voorzagen de schepen van een kracht van zo'n 30.000 kilowatt, waarmee een maximumsnelheid van 25 knopen (46 km/h) gehaald kon worden. Als de schepen een kruissnelheid van 14 knopen (~26 km/h) aanhielden, konden ze 22.000 kilometer afleggen.

### Bewapening
De bewapening van de vliegdekschepen was geheel gericht op het verdedigen van het schip, aanvalswapens werden achterwege gelaten, want de airwing was het ultieme aanvalswapen. Dit is de reden waarom vliegdekschepen vrijwel altijd geëscorteerd worden.

#### Verdediging
De schepen verdedigden zichzelf volgens het originele ontwerp met zes maal 4-loops 2 pounder luchtafweergeschut en 16 keer dubbelloops 20 mm Oerlikon geschut. Dit werd al snel veranderd naar 40 mm bofors. Naarmate de schepen ouder werden, veranderden verschillende marines de bewapening, sensors en airwing. Dit kon variëren van geleide wapens tot simpel handgestuurd luchtafweergeschut.

#### Airwing

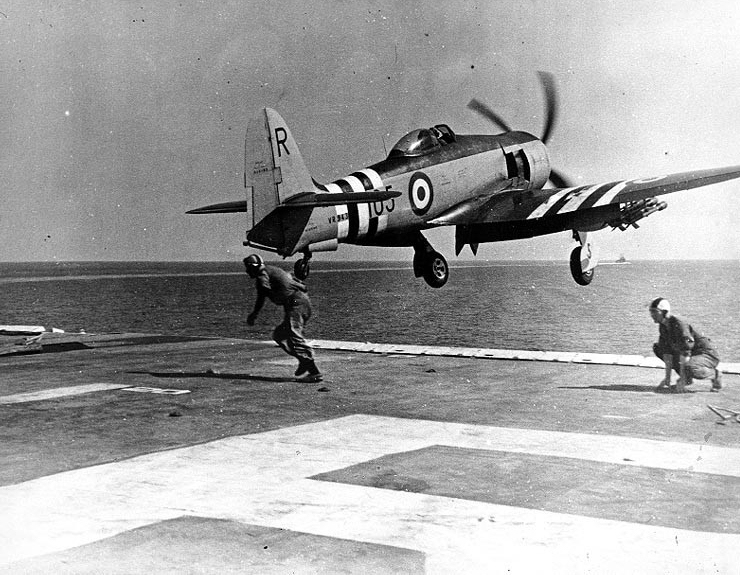
Hawker Sea Fury strijgt op van HMS Glory

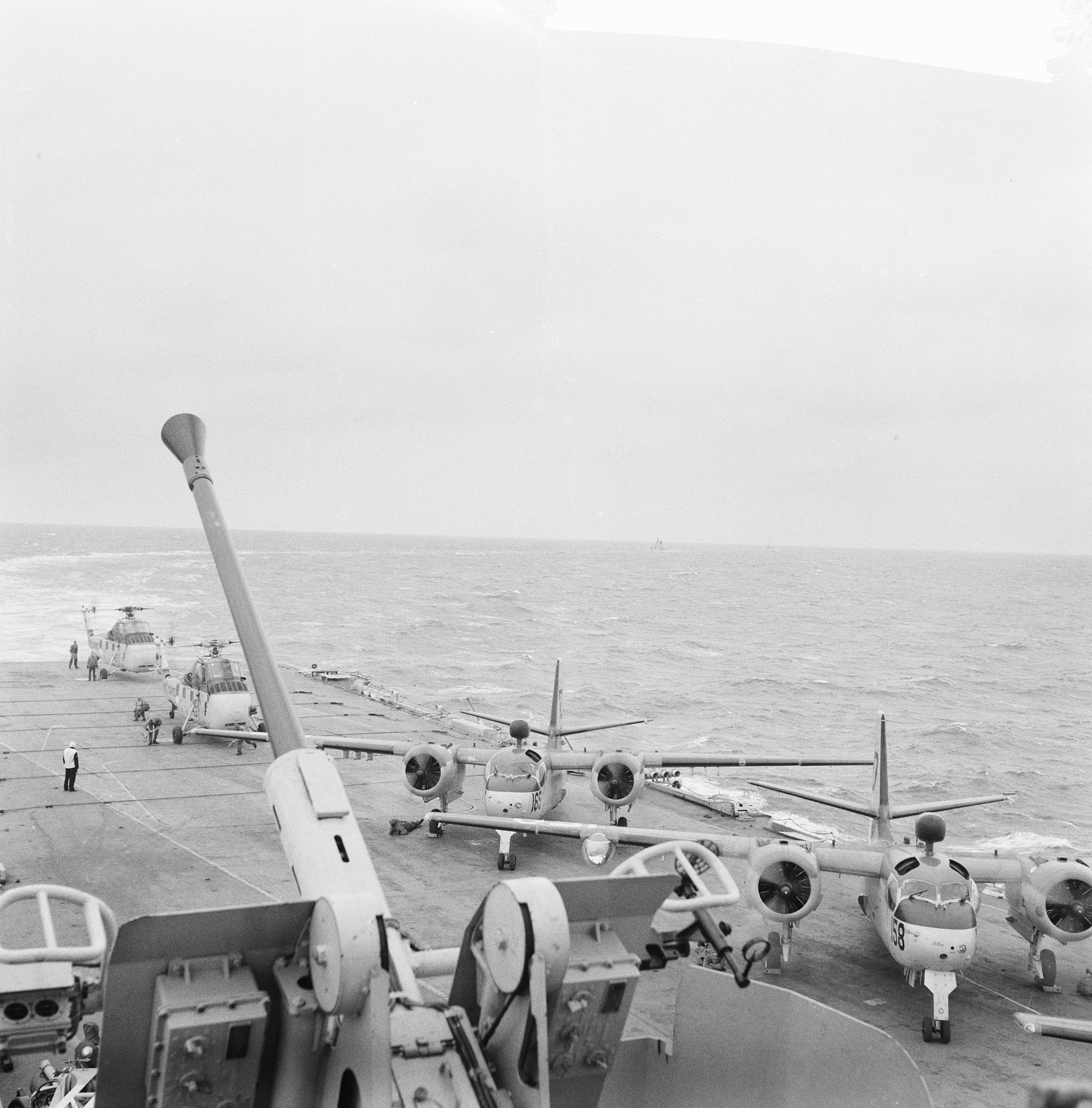
Hr.Ms Karel Doorman met S-58's en Grumman S-2 Trackers

In het originele ontwerp waren de schepen in staat om 41 vliegtuigen te vervoeren. Door het herindelen van de parkeerplekken in de hangar en op het dek werd dit aantal naar maximaal 52 vliegtuigen opgeschroefd. Toendertijd werden er voornamelijk Fairey Barracuda torpedobommenwerpers en Supermarine Seafire jachtvliegtuigen gebruikt op de Britse vliegdekschepen. Op het schip konden 24 Barracuda's en 24 Seafires of 18 Barracuda's en 34 Seafires.
In Engelse dienst werden de Barracuda's later verwisseld met de modernere Fairey Firefly en tijdens de Korea-oorlog werden de Seafires vervangen door Hawker Sea Fury's.

##### Nederland
De vliegtuigen op Nederlandse Hr.Ms. Karel Doorman waren in eerste instantie Fairey Firefly vlieguigen en Hawker Sea Fury jachtvliegtuigen. In de jaren '50 wist Nederland -in het kader van naoorlogse steun- 78 Grumman Avenger TBM-3W2 verkenners en TBM-3S2 torpedobommenwerpers van de Verenigde Staten te ontvangen. Deze Avengers bleken tijdens diverse oefeningen goed te voldoen.
Toen straalvliegtuigen hun opmars gingen maken en de strijd tegen straalbommenwerpers niet door propellorjachtvliegtuigen gewonnen zou kunnen worden, gaf de Koninklijke marine aan dat het straaljagers wilde. Niet alleen een eventueel conflict met de Sovjet-Unie speelde daarbij een rol, maar ook een mogelijk conflict met Indonesië. In 1956 kwam de mededeling van de Amerikanen dat de gewenste straalvliegtuigen -Britse Seahawks- besteld konden worden. 22 werden geleverd en deze bleven tot 1964 in dienst.
De toestellen die gedurende de laatste jaren van Hr.Ms. Karel Doorman vlogen, waren de Grumman Trackers S2F langeafstandspatrouillevliegtuigen bedoeld voor met name onderzeebootbestrijding.
Incidenteel hebben de Sea Otter ASR, een watervliegtuig in de tijd van voor de helikopter, en de Sikorsky H5 helikopters geopereerd vanaf het schip. De Sikorsky S-55 heli's en S-58 heli's hebben veel langer deel uitgemaakt van de airwing van Hr.Ms. Karel Doorman.

##### Brazilië
In de jaren 90 bestond de airwing van het Braziliaanse schip, Minas Gerais, uit zes Grumman Trackers, vier tot zes H-3 Sea Kings, twee Eurocopter AS355 Écureuil 2 en drie Aérospatiale 332 Super Puma's. In 1999 werden er 20 A-4 Skyhawks op gestationeerd.

## Dienst

### Dienst Argentinië

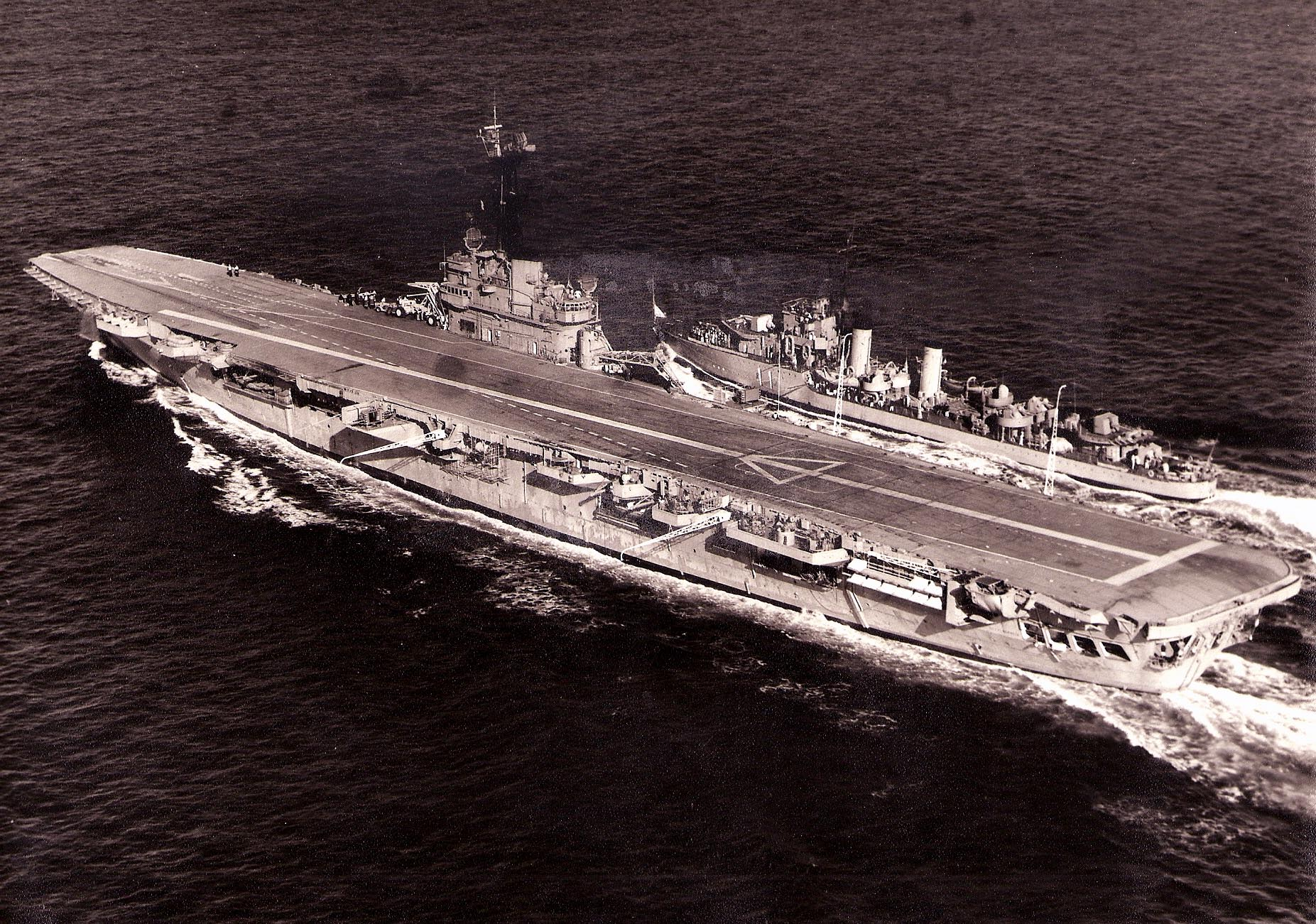
ARA Independencia

#### ARA Independencia
In 1958 werd voormalig HMS Warrior gekocht door de Argentijnse marine en hernoemd naarARA Independencia. Vanaf 1959 werden er vliegoperaties vanaf het schip uitgevoerd, nog voor het officieel in dienst was gesteld. Op 8 juli 1959 werd het schip officieel in dienst gesteld. Het luchtafweergeschut werd naar twaalf 40 mm kanonnen gereduceerd, later naar acht. De airwing bestond in 1959 uit F4U Corsairs, North American T-6 Texans en Grumman Trackers. In 1963 werd de Grumman F9F Panther, de eerste straaljagers van de Argentijnse krijgsmacht, toegevoegd aan de inventaris van het vliegdekschip en de Grumman F-9 Cougars, die later ongeschikt bleken voor het opereren op een vliegdekschip. Het schip gebruikte ook North American T-28 Trojans. Nadat het vliegdekschip ARA Veinticinco de Mayo  in dienst kwam in 1969 werd het schip in reserve geplaatst. In 1970 ging het uit dienst en in 1971 werd het voor sloop verkocht.

#### ARA Veinticinco de Mayo

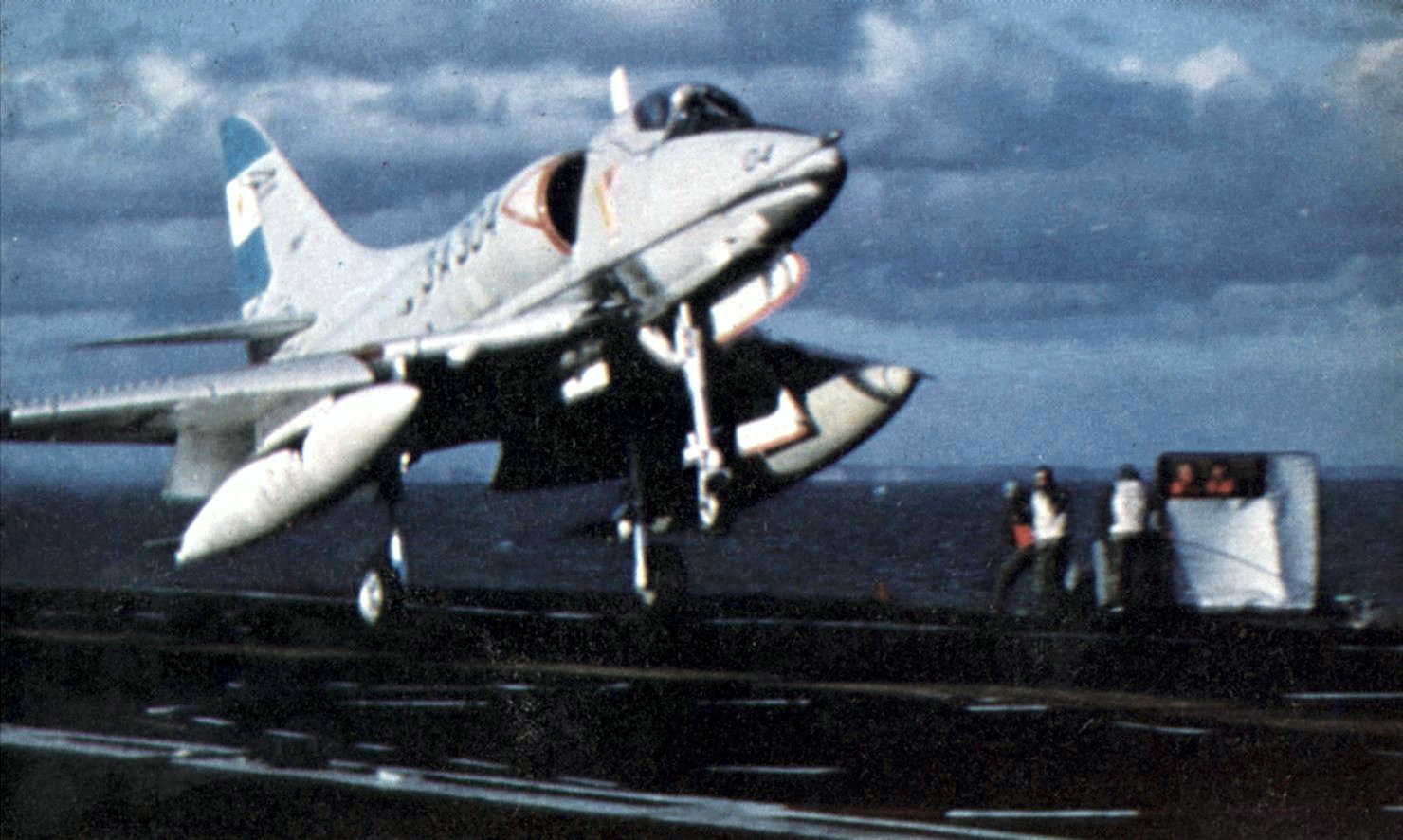
A-4Q Skyhawk stijgt op van ARA Veinticinco de Mayo

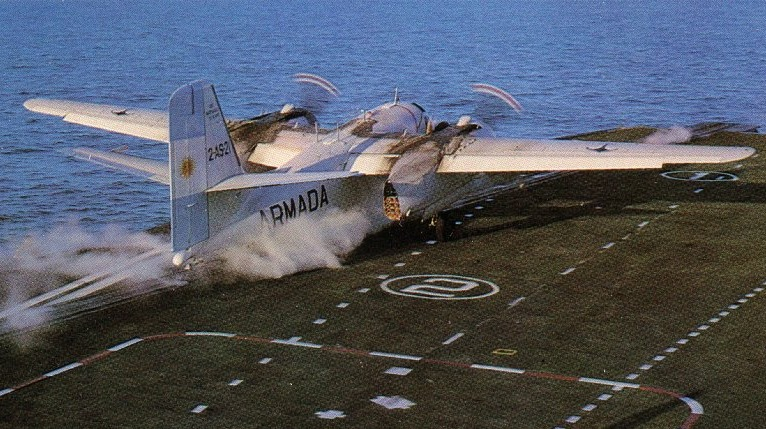
Grumman Tracker op ARA Veinticinco de Mayo

Op 15 oktober 1968 werd voormalig Hr.Ms. Karel Doorman gekocht door de Argentijnse marine en hernoemd naar ARA Veinticinco de Mayo. In 1969 werd het schip officieel in dienst gesteld. De airwing bestond in 1969 uit Grumman F9F Panthers, Grumman F-9 Cougars en later uit A-4Q Skyhawks, Grumman S-2 Trackers en twee H-3 Sea Kings. Gedurende de jaren 70' was het schip vaak in de droogdok te vinden, voor reparaties en modificaties. In 1981 werd het schip klaar gemaakt voor het gebruiken van de Franse Dassault Super-Étendard, maar tijdens het testen werd ontdekt dat het schip moeilijkheden had met het lanceren van de vliegtuigen. Het schip bleef A-4Q Skyhawks gebruiken. In 1982 brak de Falklandoorlog uit.

##### Falklandoorlog
Tijdens de Falklandoorlog werd ARA Veinticinco de Mayo voor het eerst gebruikt bij de Argentijnse landingen op de Falklandeilanden. Het schip had 1.500 manschappen aan boord, haar vliegtuigen werden niet gebruikt tijdens de operatie. Later werd het schip ingezet in een eskader ten Noorden van de Falklandeilanden, om het bezette gebied te beschermen. Een Britse nucleair-voortgestuwde onderzeeboot, HMS Splendid, heeft hier zonder resultaat jacht gemaakt op het vliegdekschip. Op 1 mei 1982 probeerde het schip een golf Douglas A-4 Skyhawks te lanceren tegen het Britse Falklands Task Force, maar door wind konden de volgeladen vliegtuigen niet opstijgen. Nadat de Argentijnse lichte kruiser ARA General Belgrano gezonken werd door een Britse onderzeeboot, werd het schip voor haar eigen veiligheid teruggevaren naar Argentinië, waar het de rest van de oorlog in de haven te vinden was. De Douglas A-4 Skyhawks hebben de rest van de oorlog, met enig succes, gevlogen. Ze hebben onder andere het Britse fregat HMS Ardent laten zinken. Drie Skyhawks vanaf ARA Veinticinco de Mayo hebben de oorlog niet overleefd, ze werden neergeschoten door Britse Sea Harriers.

##### Verdere dienst
In 1983 werd het schip klaar gemaakt om toch de Franse Dassault Super-Étendards te gebruiken. In 1997 kon de Argentijnse marine het schip niet meer betalen en werd het gestript. In 2000 werd het schip in Indië gesloopt.

### Dienst Australië

#### HMAS Vengeance
Op 13 november 1952 werd HMAS Vengeance, voormalig HMS Vengeance, in dienst gesteld bij de Australische marine. Op 11 maart 1953 arriveerde het schip te Sydney. Hier werd het schip gemodificeerd voor 3 maanden. Hierna werd er hard op getraind voor een eventuele uitzending naar Korea, maar in plaats van HMAS Vengeance werd HMAS Sydney naar Korea gezonden. In april 1954 was HMAS Vengeance een van de schepen die Elizabeth II van het Verenigd Koninkrijk en Philip van Griekenland en Denemarken escorteerden, die met het schip SS Gothic richting de Cocoseilanden op weg waren. Vanaf juli 1954 werd HMAS Vengeance gebruikt als trainingsschip. In februari 1955 werd het schip drie maanden in onderhoud genomen. Op 25 oktober 1955 werd het schip uit dienst genomen en teruggegeven aan de Engelse marine.

#### HMAS Melbourne

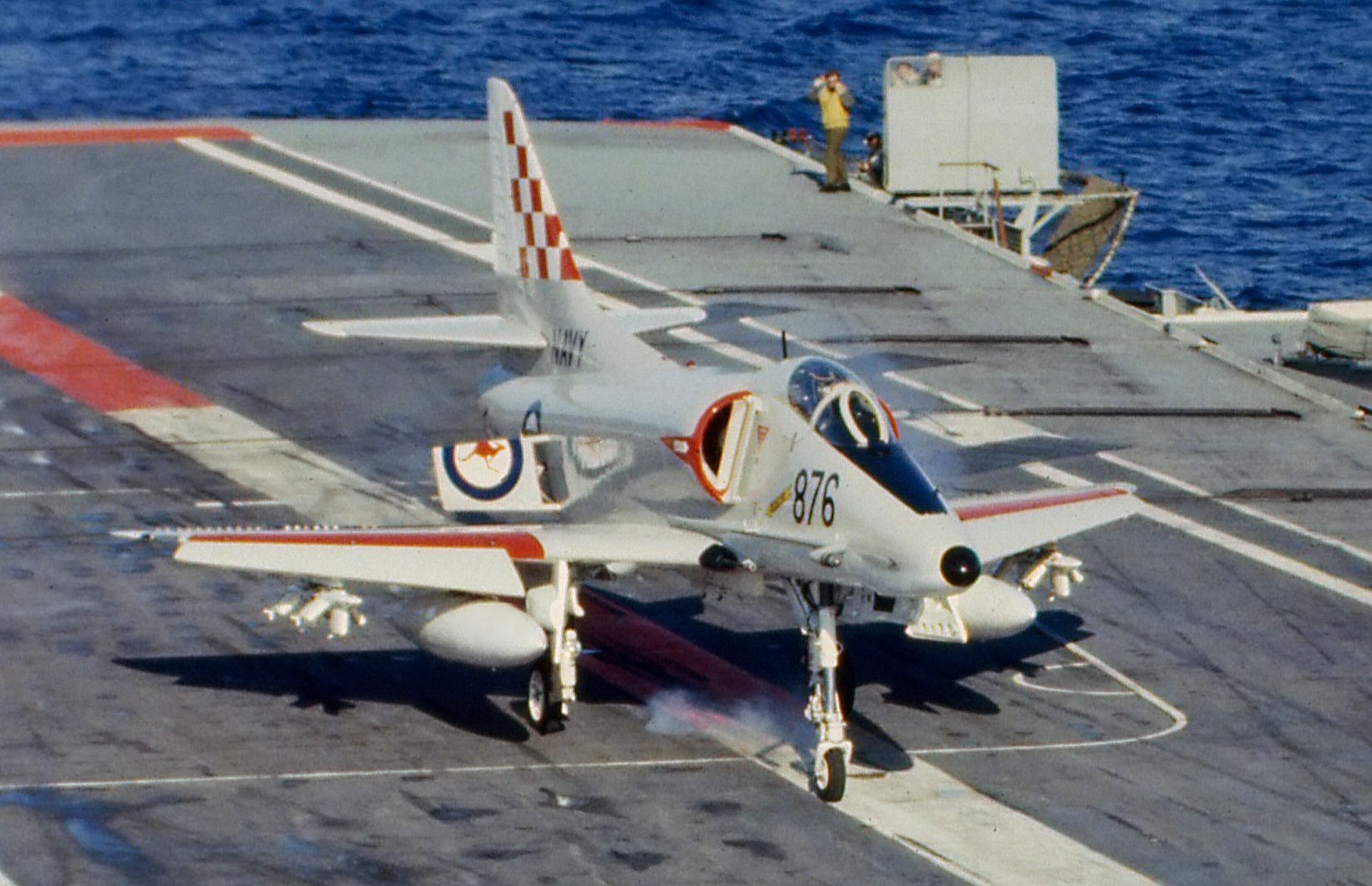
Een A4-Skyhawk land op HMAS Melbourne

Op 28 oktober 1955 kwam HMAS Melbourne in dienst bij de Australische marine. In 1956 begonnen trainingen met het schip. Op 2 augustus 1956 zocht het schip naar overlevenden van een gezonken kolenschip, Birchgrove Park. Er werden geen overlevenden gevonden, tien mensen kwamen om het leven. Eind januari 1959 vertrok HMAS Melbourne naar Melbourne, zodat het schip mee kon spelen in de film On the Beach. In 1960 participeerde het schip aan de oefening PASAD, een oefening in de Tasmanzee, en vertrok daarna naar Singapore. 8 maart 1963 werd de twintigduizendste landing op het schip uitgevoerd.
Op 10 februari 1964 had het schip een ernstige botsing met HMAS Voyager tijdens een nachtoefening. HMAS Melbourne raakte HMAS Voyager net achter haar brug, waardoor het schip zo'n 50 graden kantelde. Door de impact van de botsing explodeerde een van de ketels van HMAS Voyager, waardoor het schip dieper in het water werd geduwd en in twee stukken brak. Het voorste gedeelte van het gebroken schip zonk direct daarna. 82 mensen kwamen om het leven. HMAS Melbourne was beschadigd, maar had geen slachtoffers.
De rest van de jaren '60 en '70 participeerde het schip aan vele oefeningen en bezocht het Singapore jaarlijks. In 1983 ging het schip uit dienst.

#### HMAS Sydney
Op 16 december 1948 kwam HMAS Sydney, voormalig HMS Terrible, in dienst bij de Australische marine.

##### Koreaanse Oorlog
Op 31 augustus 1951 vertrok HMAS Sydney richting Japan om te helpen bij de Koreaanse Oorlog. Het schip was bewapend met Hawker Sea Furies en Fairey Fireflies. Ook had het een Sikorsky S-51 helikopter aan boord, die voornamelijk diende voor noodhulp.
Op 4 oktober begon HMAS Sydney aan haar eerste patrouille rond west Korea. Vier dagen later voerde het schip naar het oostelijk front om commando troepen te ondersteunen. Op 11 oktober vielen vliegtuigen afkomstig van HMAS Sydney grondtroepen en opslagplaatsen aan. In twee dagen tijd stegen de vliegtuigen van HMAS Sydney gezamenlijk 147 maal op.
Op de laatste dag van haar patrouille spotte twaalf van haar Hawker Sea Furies meer dan duizend ingegraven vijandelijke troepen in heuvels nabij het strand. De vliegtuigen zetten met succes de aanval in, volgens Australische rapporten zijn er zo'n 200 slachtoffers gevallen.

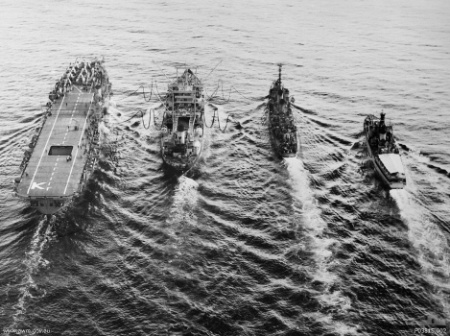
HMAS Sydney met geallieerde schepen nabij Korea

Op 18 oktober begon HMAS Sydney aan haar tweede patrouille aan de westelijke kust van Korea. Tijdens deze patrouille hebben de vliegtuigen van HMAS Sydney een aantal bombardementen uitgevoerd, luchtsteun gegeven aan de grondtroepen van de "Commonwealth Division" en communicatieroutes vernietigd. Op 25 oktober werd een Hawker Sea Fury uit de lucht geschoten, waarbij de piloot wist te ontsnappen uit het toestel. Later crashte er een Hawker Sea Fury bij de rivier Han, de piloot overleefde de crash. Operaties tegen de vijandelijke communicatieroutes gingen door tot 26 oktober. Een vlucht van vijf Fairey Fireflies deed een vastberaden poging om een spoorwegtunnel tussen Chaeryong en Haeju te blokkeren. Het primaire doel werd niet bereikt, maar de rails werden wel zodanig beschadigd dat ze niet meer gebruikt konden worden.. Een van de vliegtuigen werd neergehaald en crashte in een bevroren rijstveld zo'n 80 kilometer achter vijandelijke linies. De twee neergeschoten vliegers verzetten zich tegen vijandelijke soldaten. De twee vliegeniers werden later gered door de helikopter van HMAS Sydney, die 172 kilometer had gevlogen om de redding uit te voeren en daarmee de grenzen opzocht van zijn toestel. Hierna vloog het toestel naar Kimpo, waarna het de volgende dag zijn reis naar HMAS Sydney voortzette. De helikopterpiloot, Arlene 'Dick' Babbit, ontving de Commonwealth Distinguished Service Medal en het Navy Cross voor zijn inspanningen die dag. Op 27 oktober werd het schip afgewisseld. Tijdens de twee patrouilles heeft het schip 474 aanvallen uitgevoerd.

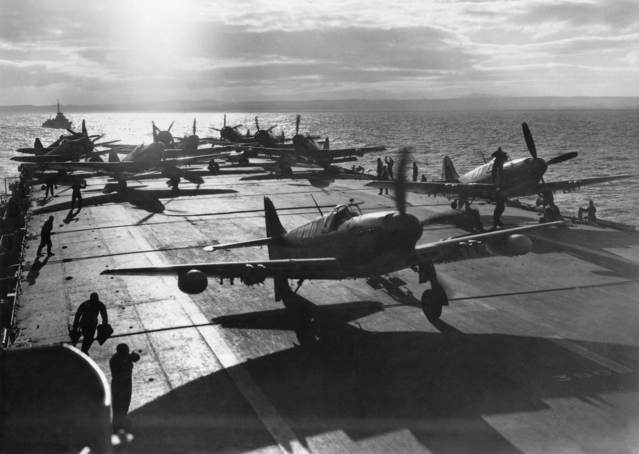
Aanvalssquadron staat klaar voor een missie

Op 3 november werd het schip opnieuw ingezet, het voerde nogmaals naar de westelijke kust van Korea, waar het op 5 november aan operaties begon. Op die dag sneuvelde de eerste piloot afkomstig van HMAS Sydney, het vliegtuig kon niet op tijd optrekken na een duikvlucht. Op 12 november voerde HMAS Sydney haar duizendste aanval uit. Op 13 november was er in de aanvalsgebieden van HMAS Sydney geen enkel spoor intact.
Op 7 december werd HMAS Sydney opnieuw ingezet in het westelijke oorlogstoneel. Op die dag sneuvelde een tweede piloot van HMAS Sydney. Een Hawker Sea Fury werd uit de lucht geschoten en ondanks dat de piloot kon ontsnappen, werd hij geschept door de staart van het vliegtuig en overleed hij aan zijn verwondingen. Tot 14 december werden er, door eindelijk goed weer, in een hoog tempo aanvallen uitgevoerd. Tijdens deze periode werden twee Hawker Sea Furies neergeschoten, maar beide piloten konden ontsnappen en werden later gered. 2 januari 1952 verloor HMAS Sydney een derde piloot, het vliegtuig verdween in de Gele Zee.
Op 25 januari deed HMAS Sydney voor de laatste keer dienst tijdens de Koreaanse Oorlog. Het schip had 64 dagen in operationeel gebied gespendeerd en 2.366 aanvallen uitgevoerd. Tien van haar toestellen zijn uit de lucht geschoten, waarbij drie piloten zijn omgekomen en zes piloten gewond zijn geraakt. Op 5 maart 1952 arriveerde het schip in Australië.

##### Verdere dienst
Vanaf 1953 deed het schip weer mee aan oefeningen en trainingen. Op 17 juli 1953 werd de tienduizendste deklanding gemaakt. Op 29 december 1953 stierven twee piloten toen hun vliegtuig in het water crashte, zo'n 10 kilometer van het schip af. Van 1958 tot 1962 stond het schip in de reserve. Op 7 maart 1962 kwam het schip opnieuw in dienst als "Fast Troop Transporter". Van 1965 tot en met 1969 bracht het schip infanterie naar Vietnam. In 1973 ging het schip uit dienst.

### Dienst Brazilië
Op 14 december 1956 kocht Brazilië het schip HMAS Melbourne van de Australische marine. Vanaf 1957 tot 1960 werd het schip gerepareerd en gemoderniseerd in Nederland. Veruit de grootste visuele verandering was het ombouwen van een normaal dek naar een hoekdek. In 1960 ging het schip in dienst onder de naam  NAeL Minas Gerais.
In 1965 kreeg het schip toestemming om helikopters te laten opereren vanaf haar dek, andere vliegtuigen bleven de verantwoordelijkheid van de Braziliaanse luchtmacht. Vanaf 1976 tot en met 1981 werd het vliegdekschip gerepareerd en gemoderniseerd. Het schip werd opnieuw ingericht, de radars werden geüpgraded en er werden nieuwe systemen geïnstalleerd, waardoor het schip beter kon samen werken met de nieuwe generatie fregatten van de Braziliaanse marine. Tussen 1991 en 1993 werd het schip nogmaals gemoderniseerd. Het Braziliaanse SICONTA-systeem werd geïnstalleerd, levensverlengend onderhoud werd gedaan en de motoren werden geüpgraded. Ook werd het schip geprepareerd voor de installatie van de Mistral luchtdoelraketten, die in 1994 geïnstalleerd werden. In 1993 werd er een grootschalige oefening gedaan met de Argentijnse marine, waar Argentijnse piloten in Franse Super Étendards 177 touch-and-go's uitvoerden. Tussen 1995 en 1996 werd het schip gereed gemaakt voor het lanceren van vliegtuigen, omdat Brazilië de katapult van de uit dienst gestelde Veinticinco de Mayo kon kopen. In 1997 stegen de eerste A-4Q Skyhawks –uitgeleend van Argentinië– op vanaf het vliegdek. In 1999 kocht de Braziliaanse marine 20 A-4Q Skyhawks. Op 16 oktober 2001 ging het schip uit dienst en het werd in 2004 gesloopt in Indië, omdat er geen kopers gevonden werden.

### Dienst Canada

#### HMCS Warrior
Aangezien de focus van toekomstige marineoperaties tijdens de Tweede Wereldoorlog verplaatste naar de Stille Oceaan, maakte de Royal Canadian Navy in 1944 plannen voor de aanschaf van een vliegdekschip. HMS Warrior werd van de Britse marine gekocht en ging op 24 januari 1946 in dienst al HMCS Warrior. De Canadese marine ervoer al snel problemen met het schip; het klimaat rondom Canada was niet optimaal voor vliegdekschip-gebaseerde vliegtuigen, de Canadezen hadden weinig ervaring met vliegdekschepen en het onderhoud was erg duur. In 1948 werd het schip teruggegeven aan de Britse marine.

#### HMCS Magnificent
In 1948 kwam HMCS Magnificent, wat eerder onder de naam HMS Magnificent bij de Royal Navy diende, in dienst bij de Canadese marine. HMcS Magnificent was een de tweede poging van de Canadezen; het was de vervanger van HMCS Warrior. In september 1948 voerde het schip samen met de torpedobootjagers HMCS Nootka en HMCS Haida naar Quebec. Op 20 maart 1949 was er een muiterij aan boord van het schip, maar dit werd snel en vredig verholpen door de kapitein. Van 1949 tot begin 1956 participeerde het schip bij oefeningen en bezocht het enkele havens. In november 1956 bracht het schip grondtroepen en materieel naar Egypte vanwege de Suezcrisis. Op 14 juni 1947 werd het schip uit dienst gesteld en in de reserve gezet. In 1965 werd het schip gesloopt.

#### HMCS Bonaventure
Op 17 januari 1957 kwam HMCS Bomaventure, voormalig HMS Powerful bij de Britse marine, in dienst bij de Canadese marine. Van 1957 tot 1963 deed het schip voornamelijk mee aan internationale oefeningen, waaronder een oefening met het Nederlandse vliegdekschip Hr.Ms. Karel Doorman in 1963. In 1964 werd het schip droog gelegd voor reparaties en modernisatie. Van 1965 tot 1970 deed het schip mee aan diverse oefeningen. Op 3 juli 1970 werd het schip uit dienst gesteld en in 1971 werd het schip gesloopt in Taiwan.

### Dienst Engeland

#### HMS Colossus
Op 16 december 1944 kwam HMS Colossus in dienst bij de Royal Navy.

##### Tweede Wereldoorlog
Op 12 maart 1945 werd het richting Australië gezonden. Haar airwing bestond uit 24 F4U Corsairs en 18 Fairey Barracuda's. In Australië werden haar 20 mm kanonnen verwisseld met 40 mm kanonnen. In augustus 1945 werd het schip vlaggenschip van admiraal Cecil Harcourt die het bevel voerde over het 11th Aircraft Carrier Squadron. Hierdoor kreeg het schip het bevel over HMS Venerable, HMS Vengeance, HMS Glory en de bijbehorende escorteschepen. Dit eskader werd naar Hongkong gestuurd om het te bezetten nu de Japanners verdreven waren. In december 1945 vervoerde HMS Colossus Nederlandse krijgsgevangenen naar Colombo.

##### Verdere dienst
In 1946 werd het schip gemoderniseerd te Kaapstad. Later dat jaar werd het schip aan de Franse marine overgedragen, waar het ging dienen onder de naam Arromanches.

#### HMS Glory
Op 2 april 1945 kwam HMS Glory in dienst bij de Britse marine.

##### Tweede Wereldoorlog
In april 1945 voerde het schip met 24 F4U Corsairs en 18 Fairey Barracuda's richting Australië. Hier voegde het schip zich bij het 11th Aircraft Carrier Squadron onder leiding van zusterschip HMS Colossus. Dit eskader werd naar Hongkong gestuurd om het te bezetten nu de Japanners verdreven waren. Op 6 september 1945 was het schip in Rabaul om de Japanse overgave te accepteren.

##### Dienst tussen oorlogen
In 1947 kwam het schip terug in Engeland, waar het vervolgens in de reserve werd geplaatst. In 1949 werd het schip uit de reserve gehaald en gemoderniseerd, in 1950 kwam het schip weer in dienst door opbouwende spanningen in Korea.

##### Koreaanse oorlog
Het schip diende van 1951 tot 1953 in Korea. Het heeft geparticipeerd bij drie lange oorlogspatrouilles en veel dienst gedaan. Opvallend is dat, ondanks haar uitgebreide dienst in Korea, er weinig over geschreven is.

##### Verdere dienst
In 1956 werd het schip nogmaals in reserve geplaatst. In 1961 werd het schip gesloopt.

#### HMS Ocean

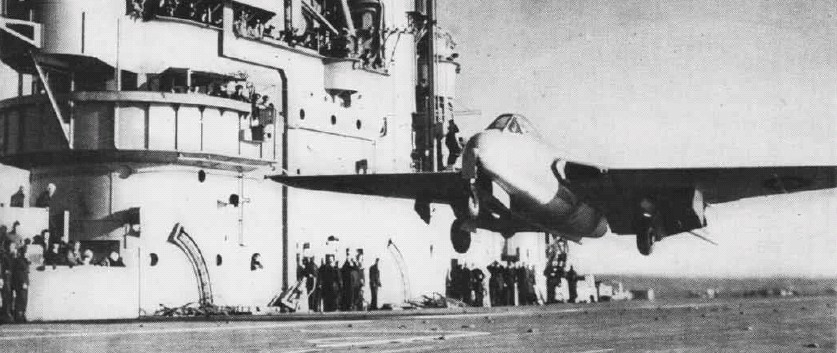
Eerste landing van een straalvliegtuig op HMS Oceaan

Op 8 augustus 1945, zeven dagen voor de overgave van Japan, kwam HMS Ocean in dienst bij de Royal Navy. Op 3 december werd de eerste landing van een straalvliegtuig op een vliegdekschip ooit uitgevoerd op HMS Ocean, Eric "Winkle" Brown landde succesvol zijn Havilland Vampire. Eind 1945 voegde HMS Ocean zich bij de Mediterrane vloot. In oktober 1946 voorzag het schip medische- en brandweerhulp aan twee torpedobootjagers die op mijnen waren gelopen.

##### Koreaanse oorlog
Van 1952 tot 1953 werd HMS Ocean twee keer uitgezonden naar Korea. Eerst van mei 1952 tot oktober 1952 en de tweede keer van mei tot november 1953. In augustus 1952 kwam een squadron van Hawker Sea Furies meerdere Koreaanse MiG 15's tegen. In het daaropvolgende gevecht werd één MiG-15 neergeschoten.

##### Verdere dienst
In 1954 voegde HMS Ocean zich weer bij de Britse "Home Fleet". In 1958 werd het schip in reserve gezet en in 1962 werd het gesloopt.

#### HMS Venerable
HMS Venerable werd in 1945 in dienst gesteld bij de Royal Navy.

##### Tweede Wereldoorlog
In april 1945 voerde het schip met 24 F4U Corsairs en 18 Fairey Barracuda's richting Australië. Hier voegde het schip zich bij het 11th Aircraft Carrier Squadron onder leiding van zusterschip HMS Colossus. Dit eskader werd naar Hongkong gestuurd om het te bezetten nu de Japanners verdreven waren. Na de oorlog transporteerde HMS Venerable Canadese en Australische krijgsgevangenen terug naar hun thuisland.

##### Verdere dienst
Na drie jaar in dienst werd HMS Venerable verkocht aan de Nederlandse marine, waar het dienst deed onder de naam Hr.Ms Karel Doorman.

#### HMS Vengeance
HMS Vengeance kwam in 1945 in dienst bij de Royal Navy.

##### Tweede Wereldoorlog
In april 1945 voerde het schip met 24 F4U Corsairs en 18 Fairey Barracuda's richting Australië. Hier voegde het schip zich bij het 11th Aircraft Carrier Squadron onder leiding van zusterschip HMS Colossus. Dit eskader werd naar Hongkong gestuurd om het te bezetten nu de Japanners verdreven waren. Op het schip werd dan ook de officiële opgave van territorium rondom Hongkong getekend.

##### Verdere dienst
Van 1945 tot 1952 bleef het schip nog in Britse dienst, daarna werd het aan de Australische marine verkocht, waar het onder de naam HMAS Vengeance dienst deed.

#### HMS Pioneer
Op 8 februari 1945 kwam HMS Pioneer in dienst. Tijdens haar constructie werd ze al omgebouwd naar repareerschip.

##### Tweede Wereldoorlog
Op 30 maart 1945 begon HMS Pioneer haar reis naar Australië. Op 13 mei 1945 kwam het schip aan te Sydney, waarna het op 21 juni het verplaatst werd naar de Manus Eilanden om te assisteren met operaties tegen de Japanners. Na de Japanse opgave op 15 augustus 1945, had het schip 24 vliegtuigen gerepareerd.

##### Verdere dienst
Eind september 1945 kwam het schip aan in Hongkong om te helpen met het herbouwen van de plaatselijke infrastructuur. De reparateurs van het schip repareerde bussen, maakte telefoonlijnen, zorgde voor elektriciteit en repareerde treinen. Begin 1946 arriveerde het schip in Engeland. Ze werd in reserve gezet en in 1954 uit dienst gesteld en gesloopt.

#### HMS Warrior
HMS Warrior werd in 1942 besteld door de Britse marine. In 1945 was het schip gereed voor gebruik. Van 1946 tot 1948 diende het schip onder de naam HMCS Warrior bij de Canadese marine. Tussen 1948 en 1956 werd het schip twee keer gemoderniseerd, waarbij bij de modernisering van '55-56 een hoekdek werd aangelegd. In 1958 werd het schip verkocht aan de Argentijnse marine, waar het onder de naam ARA Independencia dienst deed.

#### HMS Theseus
Op 9 februari 1946 kwam HMS Theseus in dienst bij de Royal Navy. Ze werd gebruikt als trainingsschip tot het uitbreken van de Koreaanse oorlog.

##### Koreaanse oorlog
HMS Theseus was zéér actief tijdens de Koreaanse oorlog. In 1950 werd het schip naar Korea gestuurd, waarna het tijdens haar eerste patrouille standaard vliegdekschip taken uitvoerde, zoals het beschieten van vijandelijke fortificatie en het vernietigen van infrastructuur rondom Namp'o.
Tijdens haar tweede patrouille werden er voornamelijk luchtpatrouilles uitgevoerd, omdat volledig bewapende vliegtuigen, door het gewicht van raketten en bommen, niet konden opstijgen door een kapotte katapult.
Tijdens haar derde patrouille maakte HMS Theseus deel uit van de zogeheten "Commonwealth taskforce". Met dit eskader voerde zij succesvol bombardementen uit op infrastructuur, zoals wegen en bruggen. Ook werden er veel aanvallen uitgevoerd op Noord-Koreaanse troepen.

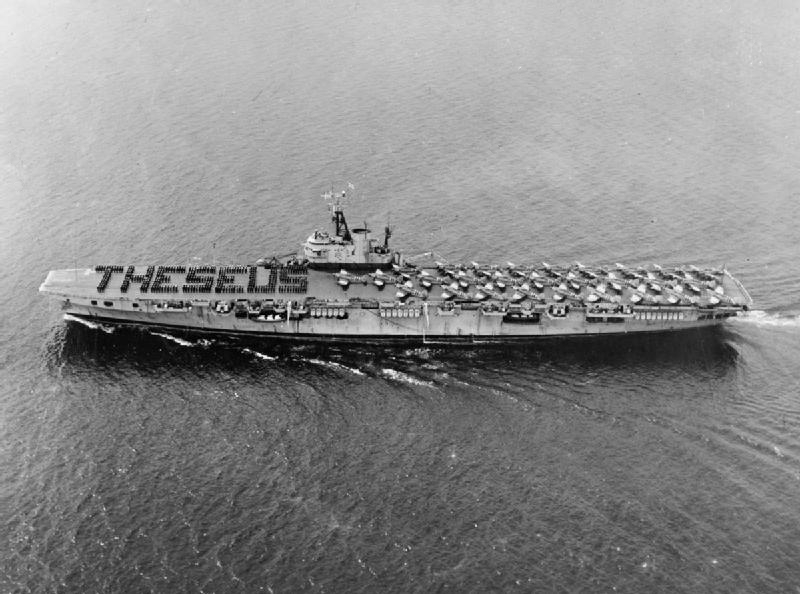
HMS Theseus nabij Japan in 1951

Tijdens haar vierde patrouille, die mid-december 1950 begon, vernietigde vliegtuig van het schip een groot aantal gepantserde en niet gepantserde voertuigen. Daarna werden Chinese troepen een prioriteitsdoel van het vliegdekschip. Tijdens deze patrouille hebben vliegtuigen van HMS Theseus meer dan 1.400 raketten afgevuurd en gezamenlijk 1.630 uur gevlogen.
Op 5 januari 1951 begon HMS Theseus aan haar vijfde patrouille, waarbij haar voornaamste doel was Amerikanen van het 25th division te ondersteunen, die zuidelijk van Osan opereerde. Tien dagen later genoot HMS Theseus van haar duizendste schade-vrije landing op rij, een bijzondere prestatie voor vliegdekschepen toen der tijd, vooral tijdens oorlogsperioden.
Eind januari 1951 begon HMS Theseus aan haar zesde patrouille. Op 26 januari crashte een vliegtuig van HMS Theseus in zee . Een ander vliegtuig werd nabij Tongduchon-ni neergeschoten door luchtafweergeschut. De piloot overleefde het ongeluk en werd geëvacueerd door een Amerikaanse helikopter. Op 2 februari klapte een band van een vliegtuig tijdens het landen, waardoor het aantal schade-vrije landingen stopte op 1.463 landingen.
De zevende patrouille begon slecht, een piloot kwam om het leven door problemen met de bewapening aan boord. Tijdens de zevende patrouille werd veel luchtsteun gegeven aan het Amerikaanse IX Corps, nabij Wonju.
Tijdens de achtste patrouille, die begon op 4 maart 1951, werden patrouilles over Kuhsa-Sung gevlogen, waardoor vijandelijke troepen op een dwaalspoor werden gebracht en zich klaar gingen maken om een amfibische landing te verijdelen. Tijdens deze patrouille crashte twee vliegtuigen, waardoor één piloot sneuvelde.
Tijdens de negende patrouille werd er veel luchtsteun gegeven. Een vliegtuig werd boven Suwon neergeschoten en er werden veel gebieden verkent. Vliegtuig van HMS Theseus vielen zes vijandelijke vaartuigen aan.
De tiende patrouille begon 8 april in de Japanse Zee, samen met het Amerikaanse vliegdekschip USS Bataan en vijf geallieerde torpedobootjagers. Op 10 april werden twee Sea Furies per ongeluk aangevallen door Amerikaanse Corsairs. Een vliegtuig was zwaar beschadigd, de ander kon ontsnappen. Twee Britse Sea Furies werden gevraagd om assistentie, op weg naar het gevecht werd een daarvan neergeschoten door luchtafweergeschut. Toen een ander vliegtuig naar deze zocht, werd deze ook uit de lucht geschoten. Beide piloten overleefde de twee ongevallen, maar eentje werd gevangen genomen. Later werden er nog twee vliegtuigen neergeschoten door luchtafweer geschut. Een van de neergeschoten vliegtuigen kwam onder vijandelijk vuur te liggen, waarna de rest van de patrouille luchtsteun moest verlenen en een evacuatie helikopter moest escorteren naar de locatie. Na achtendertig minuten werd de piloot gered.
Op 15 januari was de rol van HMS Theseus vervuld.

##### Suezcrisis
In 1956 fungeerde HMS Theseus als commandoschip tijdens de Suezcrisis, samen met zusterschip HMS Oceaan. Ook zette het schip grondtroepen af rondom Egypte.

##### Verdere dienst
In 1957 werd het schip in reserve gedaan, in 1962 ging het schip uit dienst en werd het gesloopt.

#### HMS Triumph
Op 6 mei 1946 kwam HMS Triumph in dienst bij de Royal Navy. Tot en met 1950 deed het schip mee aan een aantal oefeningen, ter voorbereiding van een eventueel conflict met Korea. Toen de Koreaanse oorlog uitbrak, voerde HMS Triumph nabij Hongkong als deel van de Britse Oostelijke vloot.

##### Koreaanse oorlog
Toen de Koreaanse oorlog uitbrak, voerde HMS Triumph in opperste staat van paraatheid naar een Australische marinebasis in Kure, Japan. De dag daarna voer het schip naar een Amerikaanse basis, waar het bevoorraad werd. Hierna zette het schip met haar escorte koers naar Koreaanse wateren. In de eerste weken van de Koreaanse oorlog was HMS Triumph er het enige Britse vliegdekschip, waardoor de druk op het schip en de bemanning erg hoog lag. Haar airwing bestond uit Seafires en Fireflies.
Op 3 juli 1950 voerden 12 Fireflies en 9 Seafires van HMS Triump en vliegtuigen van het Amerikaanse vliegdekschip USS Valey Forge aanvallen uit op Koreaanse vliegvelden in Pyongyang en Haeju. Dit was de eerste aanval vanaf vliegdekschepen in de Koreaanse oorlog. Op 19 juli 1950 werd een F4U Corsair uit de lucht geschoten, de piloot werd gered. Op 28 juli werden Seafires uitgezonden om mogelijk vijandelijke luchtmachtactiviteiten in kaart te brengen. Het eskader kwam erachter dat het een Amerikaanse formatie van B-29's ging. Het eskader werd beschoten door de B-29's, waardoor er een Seafire neerstortte. De piloot werd uit de zee gered door een Amerikaanse torpedobootjager. Voor de resterende duur van de patrouille voerden de vliegtuigen van HMS Triump bombardementen en anti-onderzeebootpatrouilles uit. Hierna vertrok het nogmaals naar Kure.
Op 23 augustus werd HMS Triumph, samen met twee Amerikaanse vliegdekschepen en escorte, verrast door een onverwachte luchtaanval van de Noord-Koreanen. Een van de torpedobootjagers werd geraakt, waardoor een matroos sneuvelde.
Op 29 augustus ging een landing verkeerd. Een vliegtuig raakte de barrière, waardoor de propeller afbrak en een Luitenant Commander raakte. Deze bezweek aan zijn verwondingen en kreeg een zeemansgraf.

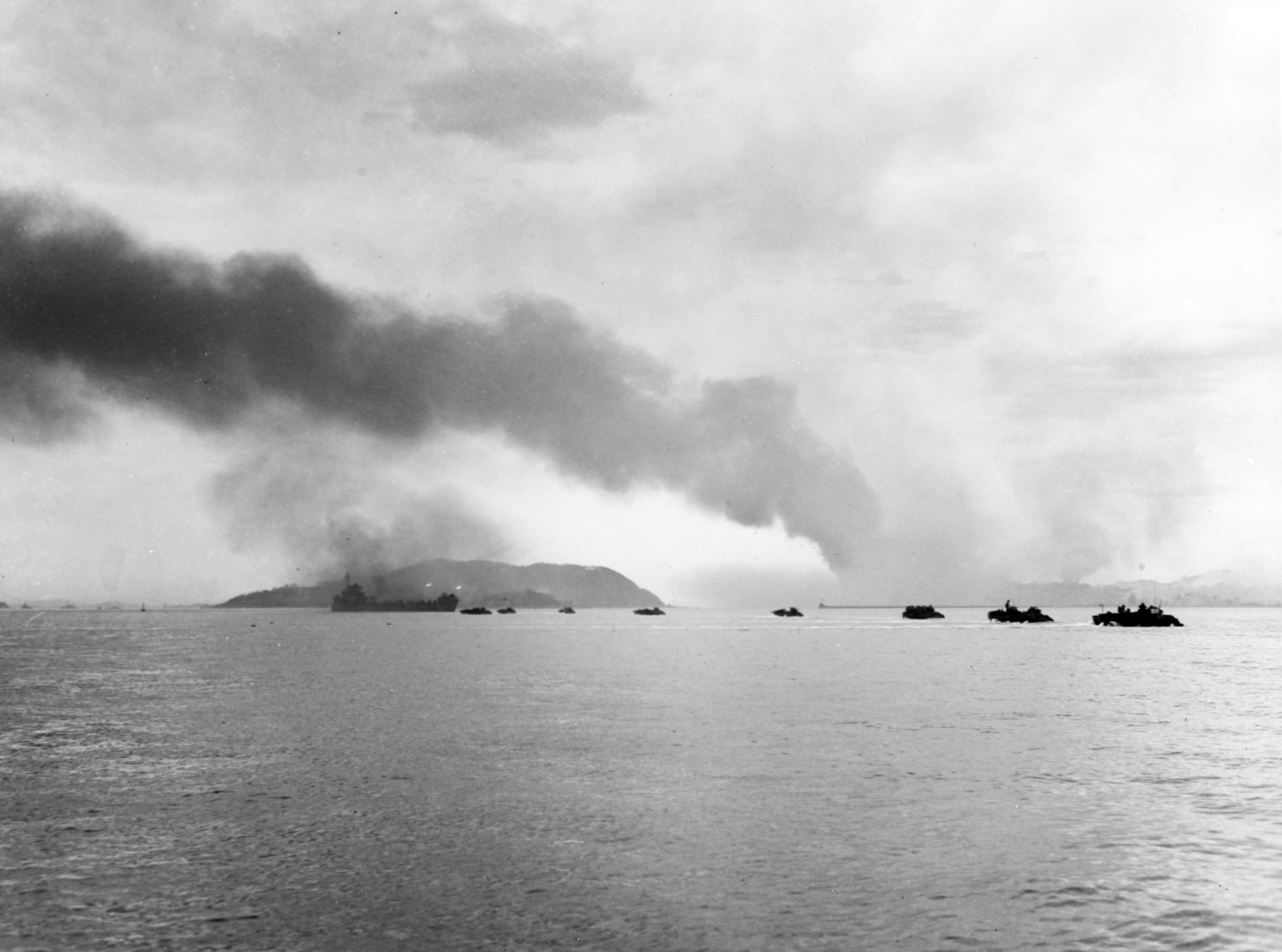
Slag bij Incheon, de rookpluimen komen van bombardementen van vliegtuigen van HMS Triumph en de kruisers HMS Jaimaca en HMS Kenya

Vanaf 12 september gaven de vliegtuigen van HMS Triumph luchtsteun bij de Slag bij Incheon. De luchtsteun was erg effectief. Vliegtuigen voerden ook verkenningen uit en markeerden doelen, waardoor de kruiserescortes van HMS Triumph vernietigende bombardementen konden uitvoeren. De operaties waren zo effectief, dat het eskader persoonlijk werd bedankt door Generaal Douglas MacArthur. Hij zei:
"My heartiest felicitations on the splendid conduct of the Fleet units under your command. They have added another glamorous page to the long and brilliant histories of the Navies of the British Commonwealth."
"Mijn hartelijke felicitaties voor de uitstekende resultaten van de vloot-eenheden onder uw bevel. Ze hebben een glamoureuze pagina toegevoegd aan de lange en briljante geschiedenis van de Marine-eenheden van het Britse Commonwealth eskader."
Op 17 september voerde de Noord-Koreaanse luchtmacht aanvallen uit op de kruiser HMS Jamaica en USS Rochester, die beide bij het eskader van HMS Triumph behoorden. Op HMS Jamaica sneuvelde een matroos en waren er twee gewonden. Kort hierna werden Noord-Koreaanse troepen hevig gebombardeerd.
Op 25 september werd HMS Triumph vervangen door HMS Theseus.

##### Verdere dienst

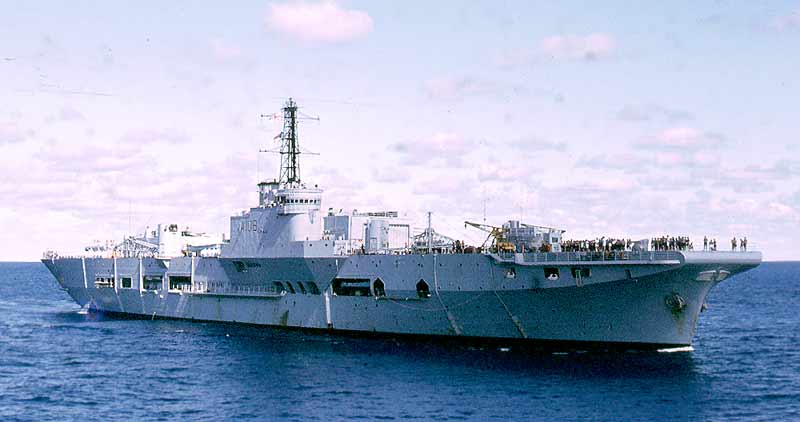
HMS Triumph als repareerschip

Na de oorlog werd HMS Triumph gebruikt voor vele oefeningen. Tussen 1956 en 1965 werd HMS Triumph omgebouwd naar een repareerschip. In 1975 werd het schip in reserve geplaatst en in 1981 werd het schip gesloopt in Spanje.

#### HMS Perseus
HMS Perseus kwam in dienst bij de Royal Navy op 19 oktober 1945. Het schip werd tijdens haar dienst periode van 1945 tot 1957 voornamelijk gebruikt voor oefeningen, het testen van nieuw materieel en het vervoeren van materieel. In 1957 ging het schip uit dienst en in 1958 werd het schip gesloopt in Glasgow.

#### HMS Majestic
HMS Majestic werd gebouwd voor de Tweede Wereldoorlog, maar was pas in 1946 gereed. Het schip werd in reserve geplaatst, totdat de Australische marine het kocht in 1947. Bij de Australische marine diende het schip onder de naar HMAS Melbourne.

#### HMS Terrible
HMS Terrible werd voor de Tweede Wereldoorlog gebouwd, maar was pas gereed toen de Tweede Wereldoorlog afgelopen was. Het schip werd in reserve geplaatst, totdat het in 1947 gekocht werd door de Australische marine, was het onder de naam HMAS Sydney dienst zou doen.

#### HMS Magnificent
HMS Magnificent heeft amper dienst gedaan, op testvaarten na, bij de Royal Navy. Het schip is tijdens de Tweede Wereldoorlog niet gebruikt en werd in 1948 aan Canada verkocht.

#### HMS Hercules
HMS Hercules werd gebouwd voor de Tweede Wereldoorlog, maar was nog niet gereed toen de oorlog was afgelopen. Constructie werd gestopt en weer hervat in 1957, toen de Indiase marine het schip kocht. In 1961 kwam het daar in dienst onder de naam INS Vikrant.

#### HMS Leviathan
HMS Leviathan werd gebouwd voor de Tweede Wereldoorlog, maar de kiel werd pas gelegd na de oorlog. De constructie werd gestopt en in 1968 werd het schip definitief gesloopt.

#### HMS Powerfull
HMS Powerfull werd nog tijdens de Tweede Wereldoorlog, op 27 februari 1945, in dienst gesteld, maar heeft alsnog geen oorlogsdienst gevaren. In 1946 werd het schip uit dienst gesteld en in 1952 gekocht door de Canadese marine, waar het in 1957 in dienst kwam onder de naam HMCS Bonaventure.

### Dienst Frankrijk
In augustus 1946 werd HMS Colossus omgedoopt naar Arromanches en uitgeleend aan de Franse marine. In 1951 kochten de Fransen het schip.

#### Indochinese oorlogen
In 1948 vertrok Arromanches richting Vietnam om Franse grondtroepen te ondersteunen bij de Eerste Indochinese Oorlog. Het schip was uitgerust met 10 Douglas SBD's en twee Supermarine Seafires. De missie duurde 3 maanden, waarvan zes weken in oorlogsgebied. Uiteindelijk zijn er 152 missies gevlogen met de vliegtuigen en hebben de boordvliegers 255 uur gevlogen. De primaire doelen waren Annam en Tonkin.
In 1951 werd Arromanches nogmaals richting Vietnam gestuurd om ondersteuning te bieden bij de Tweede Indochinese Oorlog. Het schip was bewapend met Grumman F6F Hellcats en Curtiss SB2C Helldivers. De boordvliegers hebben voornamelijk wegen en communicatie lijnen vernietigd, materieel getransporteerd en grondtroepen ondersteund. Tijdens de missies zijn er twee Franse vliegers gesneuveld. Het schip bleef in Vietnam tot 17 mei 1952.

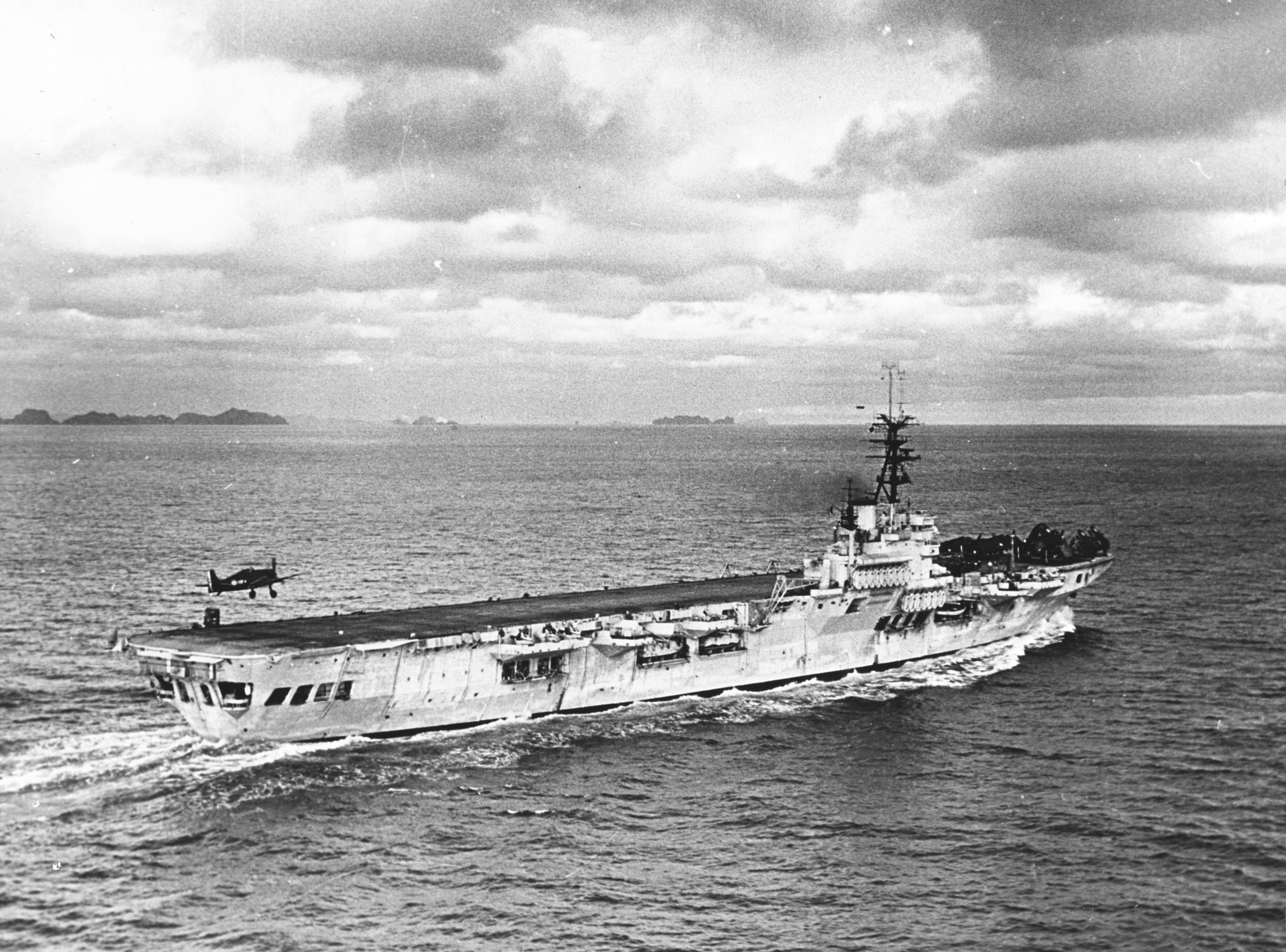
Een F6F Hellcat die land op Arromanches in de Golf van Tonkin, 1953

Eind augustus werd het schip nogmaals ingezet, ditmaal tussen Noord Vietnam en China. Naast het vernietigen van communicatieroutes werd er erg veel luchtsteun gegeven aan grondtroepen. 19 december 1952 werd een SB2C Helldiver uit de lucht geschoten bij operaties rond Na-San, waarbij de tweekoppige bemanning om het leven kwam. In januari 1953 werd Annam en An-Khé gebombardeerd, ook werd er steun gegeven bij amfibische operaties nabij Qui-Nhon.
In september 1953 werd Arromanches nogmaals uitgezonden naar Noord Vietnam. Het primaire doel was luchtsteun bieden en bombardementen uitvoeren. Op 5 december werd een F6F Hellcat uit de lucht geschoten ten noorden van Hanoï, waarbij de piloot om het leven kwam. Vanaf begin 1954 tot april 1954 werd er hard gevochten, waarbij de Fransen enkele verliezen leden. In januari 1954 stortte er een F6F Hellcat neer in de baai van Along en op 15 maart werd een F6F Hellcat uit de lucht geschoten boven Dien Bien Phû, waarbij de piloot sneuvelde. Op 31 maart crashte er een F6F Hellcat nabij Méos, op 9 april sneuvelde een van de bemanningsleden van een SB2C Helldiver en op 23 april werd een F6F Hellcat uit de lucht geschoten, waarbij de piloot wonderbaarlijk op tijd uit het toestel kon ontsnappen. Eind april werd het schip aangevuld met F4U Corsairs. Met deze vliegtuigen werden missies gevlogen te Hanoï-Bach-Maï.
Op 7 mei 1954 trokken de Fransen zich terug uit Dien Bien Phû. Desondanks werden er alsnog missies gevlogen en operaties uitgevoerd door de Franse marine tot 21 juli. Op 26 mei 1954 werd een F4U Corsair neergeschoten, op 17 juni een F6F Hellcat en op 7 juli nogmaals een F4U Corsair. In september 1954 werd Arromanches afgewisseld en in november was het schip terug in Frankrijk. De vliegeniers werden opnieuw uitgezonden naar een ander schip. In juni 1955 werd de laatste oorlogsvlucht gevlogen door de ploeg.

#### Suezcrisis
In 1956 werd Arromanches ingezet tijdens de Suezcrisis. Vanaf 31 oktober bombardeerde zij hier, met vier andere vliegdekschepen, het in Egypte gelegen Port Said. Op 3 november lieten Arromanches en La Fayette gezamenlijk 18 F4U Corsairs opstijgen, die samen vliegvelden rondom Caïro bombardeerden.

#### Verdere dienst
Vanaf 1957 tot en met 1958 werd Arromanches gemodificeerd en gerepareerd. Het werd mogelijk om met Bréguet 1050 Alizés te opereren voor onderzeebootbestrijding, het schip kreeg een hoekdek, en nieuwe instrumenten. In 1959 bevond het schip zich in de Indische Oceaan. In 1968 werd het schip omgebouwd naar een helikoptercarrier voor de Troupes de marine en op 22 januari 1974 ging het schip uit dienst. In 1978 werd het schip gesloopt te Toulon.

### Dienst Indië
In 1961 kwam INS Vikrant, voorheen HMS Hercules, in dienst bij de Indiase marine. Tijdens de Tweede Kasjmiroorlog was het schip niet in dienst. In 1970 werd er grootschalig onderhoud gedaan aan het schip, omdat er een groot aantal scheuren in de turbines en ketels van het schip werd aangetroffen. De schade was groot, er moesten nieuwe ketels besteld worden bij de Engelse marine. Begin 1971 werden de laatste reparaties haastig uitgevoerd en werd het schip gedurende februari en april meerdere malen de zee opgestuurd. De reden voor de haast was dat het Indiase commando een oorlog voorzag met Pakistan. In 1971 participeerde Vikrant bij de Indiaas-Pakistaanse Oorlog van 1971.

#### Indiaas-Pakistaanse Oorlog van 1971

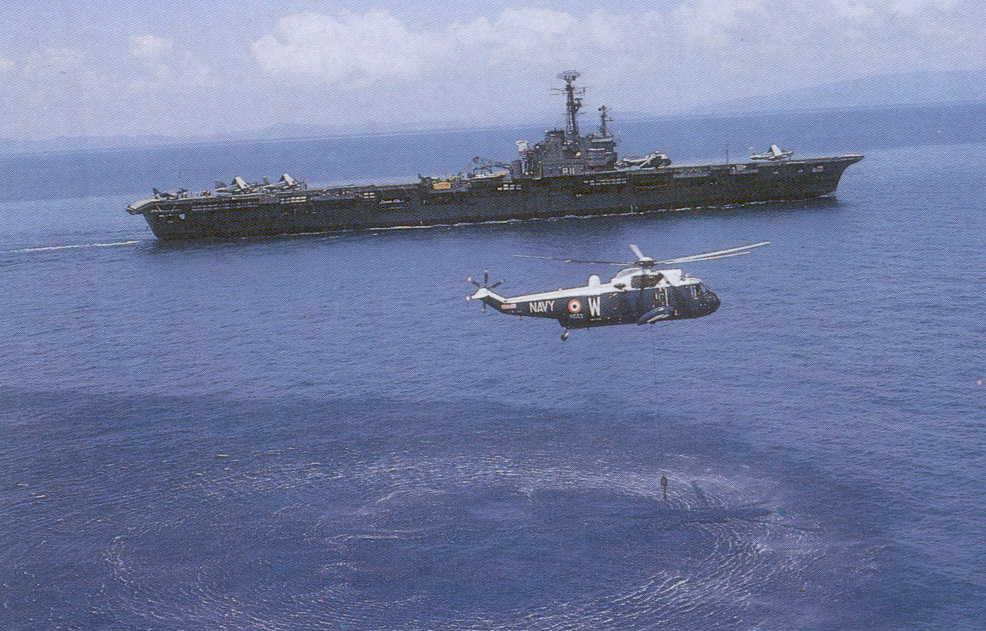
Vikrant met een Sea King helikopter tijdens de Indiaas-Pakistaanse Oorlog van 1971

Tijdens de Indiaas-Pakistaanse Oorlog in 1971 werd Vikrant ter voorbereiding van de oorlog ingedeeld bij het Indiase Oostelijke marine commando, daarna bij de Oostelijke vloot. Als snel kwamen er inlichtingen over een Pakistaanse onderzeeboot, PNS Ghazi, die een bedreiging vormde voor Vikrant. Op 14 november 1971 verliet PNS Ghazi de haven met het doel Vikrant op te sporen en te laten zinken. Indiase inlichtingen kwamen hier snel achter en bereidde een val voor om Vikrant te beschermen. De torpedobootjager INS Rajput werd als afleiding gebruikt; het schip voerde weg van Vikrant en zorgde door het gebruik van misleidende openbare communicatie dat de Pakistaanse onderzeeboot achter hun aan ging. Het mocht echter niet baten, op de nacht van 3-4 december zonk Ghazi onder mysterieuze omstandigheden.
Na het verdwijnen van de Pakistaanse onderzeese dreigingen werd Vikrant ingezet. Op 4 december lanceerde het schip een aantal Sea Hawks met als doel de havens van Chittagong en Cox's Bazar, waarbij de meeste aanwezige schepen tot zinken werden gebracht of werden uitgeschakeld. Latere aanvallen waren gericht op Khulna en de haven van Mongla, die tot 10 december doorgingen, terwijl andere operaties werden uitgevoerd om een marineblokkade van Oost-Pakistan te ondersteunen. Op 14 december vielen de Sea Hawks het kantonneergebied in Chittagong aan en vernietigden verschillende Pakistaanse kazernes. Bij deze actie werd middelgroot luchtafweergeschut aangetroffen en vernietigd. Dit was het laatste aandeel van het vliegdekschip in de oorlog.

#### Verdere dienst
Na de oorlog heeft Vikrant niet veel dienst meer gedaan. Het schip werd twee keer gemoderniseerd: de eerste keer van 1979 tot 1981, de tweede keer van 1987 tot 1989. In 1991 ging het schip in onderhoud en vanaf 1995 werd het niet meer gebruikt. 31 januari 1997 ging het schip uit dienst en werd het een museumschip. In 2012 ging het uit dienst als museumschip, omdat de instabiliteit en het gebrek aan onderhoud een risico was voor bezoekers. In 2014 werd het gesloopt.

### Dienst Nederland
Tijdens de Tweede Wereldoorlog verloor de Koninklijke Marine veel personeel en materieel. Na de bevrijding moest de zeemacht opnieuw worden opgebouwd. De marine had geleerd van de strijd ter zee in de jaren '40 en zag dat vooral het vliegdekschip een wapen was met ongekend veel potentie. De marineleiding had een grote marine voor ogen die de Nederlandse koopvaardij in een toekomstig conflict zelf zou kunnen beschermen, zonder dat de zeemacht slechts schepen moest afstaan aan een internationaal eskader. Ook behoorde Nederlands-Indië nog tot de gebiedsdelen die de Koninklijke Marine moest beschermen. In 1948 kocht de Koninklijke Marine het Britse vliegdekschip HMS Venerable en hernoemde het naar Hr.Ms. Karel Doorman. Het schip werd vernoemd naar Karel Doorman, een schout-bij-nacht die sneuvelde tijdens de Slag in de Javazee.
Hr.Ms. Karel Doorman heeft, onder andere als vlaggenschip van Smaldeel 5, veel van de wereld gezien. In 1950 was Hr.Ms. Karel Doorman voor het eerst naar Suriname, tijdens deze eerste grote reis was ook prins Bernhard aan boord. In 1952 herhaalde het schip deze reis en deed het ook havens in Scandinavië aan.
Van februari 1954 t/m april 1954 was het schip met Smaldeel 5 op de Atlantische Oceaan en in de Middellandse Zee.
In 1955 bevond het schip zich in Noorse wateren om te oefenen. Eerder dat jaar was het schip ook aanwezig op de Middellandse Zee.
In 1959 was Hr.Ms Karel Doorman aan de Oostkant van de Verenigde Staten en rond het Caribisch gebied.
Op 30 mei 1960 ging het schip onder escorte van Hr.Ms. Groningen en Hr.Ms. Limburg op wereldreis. Via Australië arriveerde het schip in 1960 in Nieuw-Guinea. De terugreis ging via Australië naar Chili. Eind 1960 was het schip weer in Rotterdam, het had 88.155 kilometer afgelegd.
In augustus 1961 vertrok Hr.Ms. Karel Doorman naar de Verenigde Staten om nieuwe vliegtuigen op te halen.
In 1964 werd Suriname nogmaals bezocht. Eind dat jaar was het schip rondom Duitsland te vinden.
Na onderhoud in 1966, was het schip in 1967 en 1968 in wateren rond Groot-Brittannië, voor de Portugese, Spaanse en Franse kust. Havens als Barcelona, Santa Cruz en Gibraltar werden aangedaan. Gibraltar was tevens de laatste buitenlandse haven van het vliegkampschip onder Nederlandse vlag.
Het schip moest 1970 uit dienst gaan, maar ging al in 1968 uit dienst door hevige schade door brand op het schip. Het schip werd gerepareerd en aan Argentinië verkocht.

## Afbeeldingen

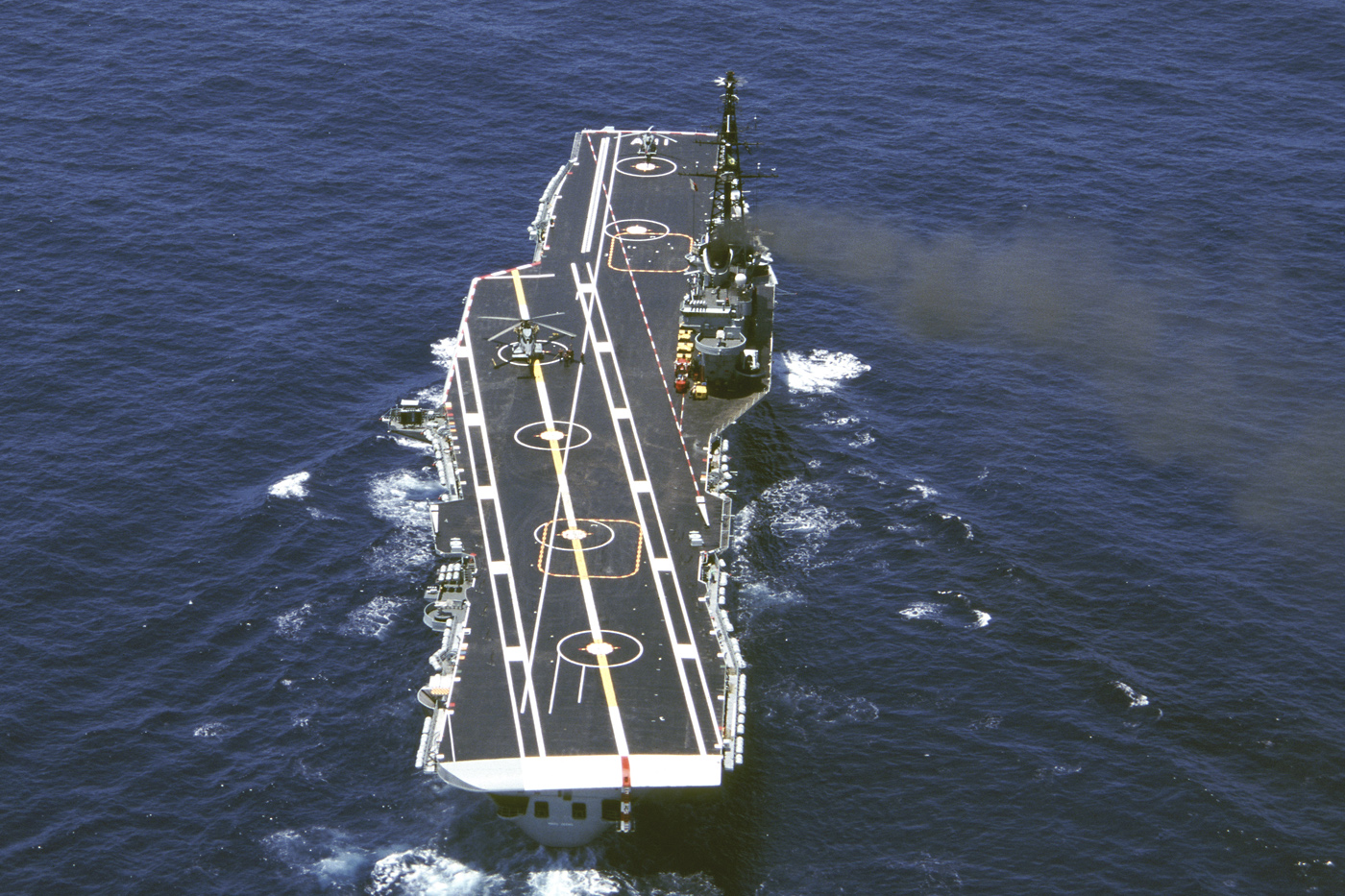
Minas Gerais
- Filmpje Suezcrisis waar HMS Theseus aan bod komt
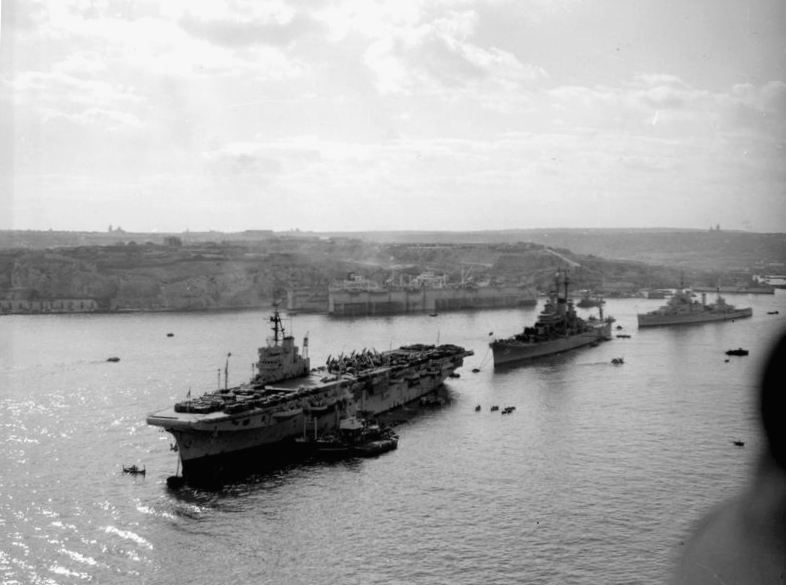
HMS Warrior te Malta